# Liste des sénateurs des Landes
Liste des sénateurs des Landes

## Sénateurs actuels (2023-2029)
- Monique Lubin (PS) depuis 2017
- Eric Kerrouche (PS) depuis 2017

## IIIeRépublique
- Henri de Gavardie de 1876 à 1888
- Marie-Raymond de Lacroix de Ravignan de 1876 à 1888
- Louis de Cès-Caupenne de 1887 à 1892
- Louis Pazat de 1888 à 1897
- Victor Lourties de 1888 à 1920
- Jean Demoulins de Riols de 1892 à 1897
- Arthur Latappy de 1897 à 1919
- Raphaël Milliès-Lacroix de 1897 à 1933
- Charles Cadilhon de 1920 à 1933
- Ernest Daraignez de 1920 à 1940
- Victor Lourties de 1933 à 1940
- Eugène Milliès-Lacroix de 1933 à 1940

## IVeRépublique
- Henri Monnet de 1946 à 1948
- Gérard Minvielle de 1946 à 1959
- André Darmanthé de 1948 à 1955
- Jean-Louis Fournier de 1955 à 1959

## VeRépublique
- Jean-Louis Fournier (Groupe Socialiste) de 1959 à 1965
- Gérard Minvielle (Groupe Socialiste) de 1959 à 1983
- Pierre Bouneau (aucun groupe) de 1965 à 1983
- Yves Goussebaire-Dupin (Groupe de l'Union des Républicains et des Indépendants) de 1983 à 1992
- Philippe Labeyrie (Groupe Socialiste) de 1983 à 2011
- Jean-Louis Carrère (Groupe Socialiste) de 1992 à 2017
- Danielle Michel (Groupe Socialiste) de 2011 à 2017
- Monique Lubin (Groupe Socialiste) depuis 2017
- Eric Kerrouche (Groupe Socialiste) depuis 2017